# Hans-Gustav Felber
Hans-Gustav Felber född 8 juli 1889 i Wiesbaden död 8 mars 1962 i Frankfurt am Main. Tysk militär. Felber befordrades till generalmajor i oktober 1937 och till general i infanteriet i augusti 1940. Han erhöll Riddarkorset av järnkorset i september 1941.

## Befäl
- stabschef 2. Armee augusti 1939 – februari 1940
- stabschef Heeresgruppe C februari – oktober 1940
- XII. Armeekorps oktober 1940 – januari 1942
- LXXXIII. Armeekorps maj 1942 – augusti 1943
- samtidigt Armeegruppe Felber
- militärbefälhavare Serbien  augusti 1943 – september 1944
- armékårgrupp Felber (även Vogesen) oktober 1944 – januari 1945
- XIII. Armeekorps januari – februari 1945
- (tf) 7. Armee februari – mars 1945

Felber var i amerikansk krigsfångenskap maj 1945 – maj 1948.